# Ditrogoptera trilineata
Ditrogoptera trilineata är en fjärilsart som beskrevs av George Francis Hampson 1898. Ditrogoptera trilineata ingår i släktet Ditrogoptera och familjen nattflyn. Inga underarter finns listade i Catalogue of Life.